# Bernard Appy
Bernard Appy GOMM (São Paulo, 19 de fevereiro de 1962) é um economista brasileiro, mentor da proposta de reforma tributária (PEC 45/2019) em tramitação no Congresso. Entre 2003 e 2008 comandou a Secretaria de Política Econômica do Ministério da Fazenda e a Secretaria Extraordinária de Reformas Econômico-Fiscais no primeiro governo Lula (PT). Em dezembro de 2022 foi nomeado secretário especial de reforma tributária no terceiro governo Lula.

## Biografia
Bernard Appy nasceu em São Paulo, formando-se em economia pela Faculdade de Economia da Universidade de São Paulo (FEA-USP), em 1985, obtendo depois o grau de mestre pela Universidade Estadual de Campinas (Unicamp).

### Ministério da Fazenda
Foi para Brasília em 2003 para trabalhar na equipe econômica do governo Lula como secretário-executivo, chegando a ser o segundo na hierarquia do Ministério da Fazenda do ministro Antonio Palocci e depois Guido Mantega. Em 2005, foi admitido pelo presidente Lula à Ordem do Mérito Militar no grau de Grande-Oficial especial. Em janeiro de 2007, durante uma vacância de Mantega, Appy foi nomeado ministro interino da Fazenda. Em 18 de abril do mesmo ano, foi exonerado do posto de secretário-executivo pelo presidente Lula.
Em setembro de 2008 foi nomeado assessor especial do presidente Lula nos trabalhos de preparação da reforma tributária e fiscal, considerada prioritária. Chegou a ser filiado ao Partido dos Trabalhadores (PT), mas desligou-se do partido.
Depois de deixar o governo, Appy foi diretor de Estratégia e Planejamento da BM&F Bovespa, de 2010 a 2011. Em 2015 foi cofundador do Centro de Cidadania Fiscal (CCiF), uma think-tank independente, criada com o objetivo de contribuir para o aperfeiçoamento do sistema tributário brasileiro. A CCiF passou a ser financiada por empresas como Vale, Itaú, Braskem, Votorantim e Natura. Colaborou com a formulação do programa econômico na candidatura de Marina Silva (REDE) à presidência da República nas eleições de 2014 e durante a campanha para as eleições presidenciais de 2018 conseguiu apoio da maioria dos candidatos para sua proposta de reforma tributária, que passou a fazer parte dos seus programas de governo.

### Reforma tributária
Em 2007, quando trabalhava com o Ministro da Fazenda Guido Mantega, Appy elaborou um Projeto de Reforma Tributária, que não foi aceito pelo Congresso. Em 2009, Appy apresentou novamente o projeto no Seminário Internacional sobre o Projeto de Reforma Tributária. O trabalho foi depois apresentado pelo deputado federal por São Paulo, Baleia Rossi (MDB), na forma do Projeto de Emenda Constitucional (PEC) n.º 45/2019, que teve o texto aprovado em 2019 pela Comissão de Constituição e Justiça da Câmara, com o apoio do seu presidente Rodrigo Maia (DEM).
Appy foi nomeado secretário especial de reforma tributária no terceiro governo Lula. A nomeação foi feita em dezembro de 2022 por Fernando Haddad, ministro da Fazenda indicado por Lula.